# Jean van de Velde (filmregisseur)
Jean van de Velde (Bukavu, Belgisch-Congo, 14 maart 1957) is een Nederlandse filmregisseur, filmproducent en scenarioschrijver.

## Levensloop
Van de Velde is de vader van acteur Yannick van de Velde. In 1977 verliet hij voortijdig de Nederlandse Filmacademie en begin jaren tachtig richtte hij de Eerste Amsterdamse Filmassociatie op, samen met filmproducent René Seegers en scenarioschrijver Leon de Winter. 
In maart 1998 trok hij zijn als inzending voor de Oscars gekozen film All Stars terug, ten gunste van Karakter van Mike van Diem, die vervolgens een Oscar won in de categorie niet-Engelstalig.

## Scenarioschrijver
- De verwording van Herman Dürer (1979)
- De Afstand (1981)
- Dr. Faustus (1983)
- Parfait amour (1985)
- Van geluk gesproken (1987)
- De onfatsoenlijke vrouw (1991)
- Oeroeg (1993)
- De kleine blonde dood (1993)
- De flat (1994)
- Charlotte Sophie Bentinck (1996, mini)
- All Stars (1997)
- Licht (1998)
- All Stars (1999-2001)
- Lek (2000)
- Team Spirit (2000, remake All Stars)
- Días de fútbol (2003, remake All Stars)
- Things to Do Before You're 30 (2005, remake All Stars)
- Freunde für immer - Das Leben ist rund (2006, remake All Stars)
- Wild Romance (2006)
- Zone (2007, korte film)
- Wit Licht (2008)
- All Stars 2: Old Stars (2011)
- Goedenavond Dames en Heren (2015)
- Bram Fischer (2017) (bekroond met een Gouden Kalf voor het Beste scenario en de Zilveren Krulstaart 2017)

## Regisseur
- De verwording van Herman Dürer (1979)
- De Afstand (1981)
- Parfait amour (1985)
- Maurits en de feiten (1988)
- De kleine blonde dood (1993)
- All Stars (1997)
- All Stars (1999-2001)
- Lek (2000)
- Floris (2004)
- Man & Paard (2006, 2 afleveringen)
- Wild Romance (2006)
- Zone (2007, korte film)
- Wit Licht (2008)
- All Stars 2: Old Stars (2011)
- Lieve Liza (2012)
- Hoe duur was de suiker (2013)
- 't Schaep Ahoy (2015, 2 afleveringen)
- Bram Fischer (2017)
- All Stars en Zonen (2020-heden)

## Trivia
- In januari 2005 maakte Van de Velde de videoclip voor het nummer Als je iets kan doen (single voor Giro 555, ramp in Azië).